# Esclarmonda (prenom)
Esclarmonda és un prenom femení català.

## Origen
- La primera Esclarmonda coneguda fou Esclarmonda de Foix, dita la Gran, filla de Roger Bernat I de Foix i Cecília de Besiers, una de les principals defensores del catarisme. Segons el trobador Guilhem Montanhagòl, el nom de Esclarmonda significa la qui dona claror al món.[1] En aquest sentit, aquesta interpretació també es pot relacionar amb la doctrina càtara, en la qual la llum i la puresa són elements destacats per damunt de la foscor i l'ombra.

- Altres variants: Esclarmunda, Esclaramunda.

## Difusió
Durant l'edat mitjana fou un prenom habitual entre les dames de la noblesa de la Corona d'Aragó i els estats d'Occitània. Esclarmonda de Foix, neboda besneta d'Esclarmonda la Gran, fou reina consort de Mallorca, considerada beata per l'orde de la Mercè. Ça com lla, malgrat que va escampar-se per altres estaments més baixos, aquest nom propi no arribà a consolidar-se com a prenom popular en català més enllà del segle xvii. Tanmateix, en mallorquí antic va donar lloc al nom comú de esclamonda: dona que obra bojament, sense enteniment.
Versions en altres idiomes:
- occità: Esclarmonda; Clarmonda, Mundina (diminutius)[6]
- francès: Esclarmonde
- castellà: Esclaramunda

Jules Massenet al segle xix va compondre una òpera molt cèlebre amb aquest nom Esclarmonde. D'altra banda, el cantautor occità Patric va fer una cançó dedicada a Esclarmonda la Gran anomenada Esclarmonda.

## Festa onomàstica
La celebració onomàstica catòlica del prenom Esclarmonda és el 22 d'octubre en honor de la beata mercedària Esclarmonda de Foix, reina consort de Mallorca.

## Història
- Esclarmonda de Foix (1151-1215), princesa de Foix i defensora del catarisme
- Esclarmonda de Foix (1260-1316), reina de Mallorca i beata
- Esclarmonda, abadessa de Sant Nicolau de Camprodon entre el 1322 i el 1332.